# Жінка, яка пішла
«Жінка, яка пішла» (тагал. Ang Babaeng Humayo) — філіппінський драматичний фільм, знятий Лавом Діасом. Світова прем'єра стрічки відбулась 9 вересня 2016 року на Венеційському кінофестивалі, де вона отримала «Золотого лева» за найкращий фільм. Фільм розповідає про жінку на ім'я Горація Соморостро, для якої життя стало нестерпно важким та болісним.

## У ролях
- Чаро Сантос-Консіо — Горація Соморостро
- Джон Ллойд Круз — Олланда
- Майкл Де Меса — Родріго Тринідад

## Визнання
| Нагороди та номінації фільму «Жінка, яка пішла» | Нагороди та номінації фільму «Жінка, яка пішла» | Нагороди та номінації фільму «Жінка, яка пішла» | Нагороди та номінації фільму «Жінка, яка пішла» | Нагороди та номінації фільму «Жінка, яка пішла» | Нагороди та номінації фільму «Жінка, яка пішла» |
| Рік                                             | Кінопремія / Кінофестиваль                      | Категорія / Нагорода                            | Номінант                                        | Результат                                       |                                                 |
| ----------------------------------------------- | ----------------------------------------------- | ----------------------------------------------- | ----------------------------------------------- | ----------------------------------------------- | ----------------------------------------------- |
| 2016                                            | Венеційський кінофестиваль                      | «Золотий лев» за найкращий фільм                | «Жінка, яка пішла»                              | Перемога                                        |                                                 |